# Camellia

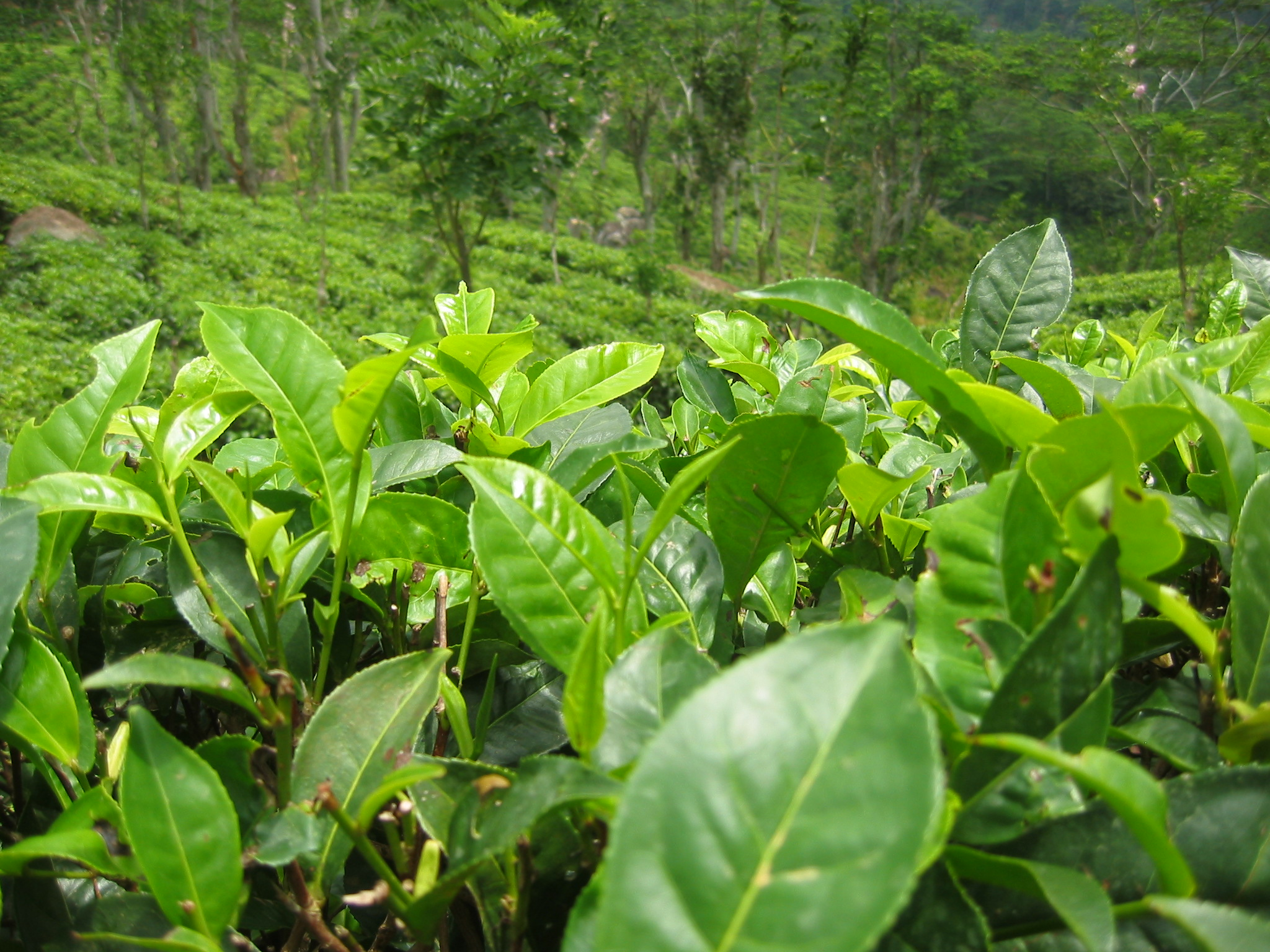
Čajovník čínský (Camellia sinensis)

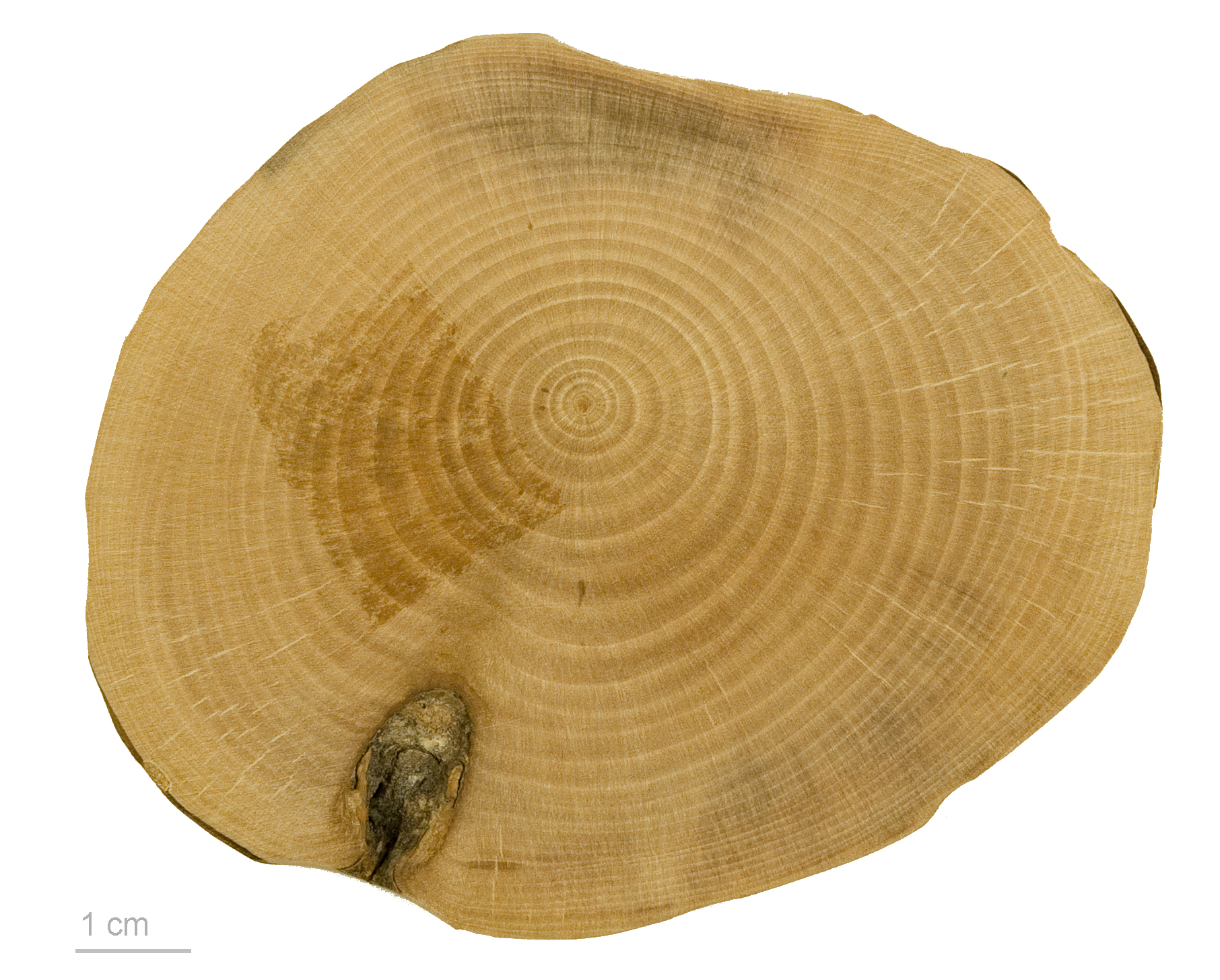
Dřevo kamélie japonské (Camellia japonica)

Camellia je rod rostlin z čeledi čajovníkovité (Theaceae syn. Camelliaceae). Česky se část druhů nazývá kamélie a část čajovník, protože jeden ze zástupců tohoto rodu (čajovník čínský, C. sinensis) se užívá k výrobě čaje. Jsou to tropické a subtropické stálezelené stromy a keře. V kultuře se původně stromové čajovníky udržují ve formě keřů, aby bylo možno lehce sklízet listy a zároveň mít větší výnosy.

## Taxonomie
Rod Camellia byl popsán v roce 1753 Carlem Linnéem a pojmenován na počest moravského botanika Georga Kamela, který působil v 17. století jako jezuitský misionář na Filipínách. Kamel vydal herbář Herbarium aliarumque stirpium in insula Luzone Philippinarum (česky Herbář rostlin ostrova Luzon na Filipínách). Rostliny zde popsané Kamelem mají zkratku Kamel. Ačkoliv Kamel ve svém díle jeden z druhů kamélie vylíčil, Linné při svém popisu této rostliny z Kamelovy práce paradoxně nečerpal.
V 19. století se objevily pokusy nazývat kamélii také velbludka nebo velbloudka, překladem jména Kamel. Jedním z propagátorů tohoto pojmenování byl pedagog a lékař Karel Slavoj Amerling.
Druhy poskytující čaj byly původně Carlem Linnéem zařazeny do samostatného rodu Thea. Již v 19. století však byla opodstatněnost samostatného rodu zpochybněna a byly přeřazeny do rodu Camellia, toto zařazení je dnes všeobecně uznáváno. V českém názvosloví se nadále používají běžně dva rodové názvy kamélie a čajovník.
Botanická klasifikace tohoto rodu není ustálena. Uvádí se počet druhů 100 až 250. Jen pro samotný pravý čaj se ve starší literatuře uvádělo až 50 druhů. Poté byly zredukovány a sloučeny do dvou druhů čajovník čínský (Camellia sinensis) a čajovník assamský (Camellia assamica). V současnosti je uznáván jediný druh se dvěma varietami. Nominátní základní varieta je čajovník čínský (Camellia sinensis var. sinensis), dále pak čajovník assamský (Camellia sinensis var. assamica).

## Zástupci
- čajovník čínský (Camellia sinensis)
- čajovník assamský (Camellia sinensis var. assamica)
- kamélie hongkongská (Camellia hongkongensis)
- kamélie zlatá (Camellia chrysantha)
- kamélie japonská (Camellia japonica)
- kamélie olejná (Camellia oleifera)
- kamélie sazanka (Camellia sasanqua)

## Obsah některých chemických látek v čajových listech
- kofein (thein): až 7%
- katechinové polyfenoly: asi 30% suché hmotnosti, často nesprávně nazývané taniny
- vonné těkavé látky: 0,01% - 0,05%
- vitaminy, nerostné látky, vosky, cukry